# Gustav Kroona
Gustav Kroona (* 9. Dezember 1992) ist ein ehemaliger schwedischer Unihockeyspieler auf der Position des Centers.

## Karriere
Kroona begann seine Karriere bei den Junioren von KFUM Örebro Innebandy und wechselte danach zu Örebro SK, wo er die restlichen Juniorenmannschaft durchlief. Vor seinem Engagement bei der A-Mannschaft Örebros stand Kroona in der Saison 2010/11 bei Axberg IF unter Vertrag, wo er in der drittklassigen Division 1 zum Einsatz kam. Danach wechselte er zurück zu Örebro SK und spielte mit diesen zuletzt von 2013 bis 2015 in der Allsvenskan Södra, der zweithöchsten schwedischen Liga. Danach wechselte Kroona als Profi für eine Saison zum UHC Waldkirch-St. Gallen in die Schweiz um danach wieder zu seinem Stammverein IBF Örebro zurückzukehren.
2020 beendete Kroona seine Karriere.